# Hanul Solacolu

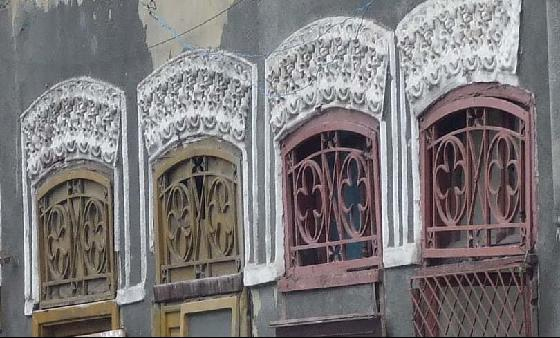
Cercevele, Hanul Solacoglu (ianuarie 2008)

Hanul Solacolu, numit impropriu han, a fost de fapt o fabrică de produs paste din București. Este localizată de-a lungul Căii Moșilor, o stradă comercială care a fost folosită pentru a se face legătură între Târgul Dinlǎuntru al Bucureștiul și cea mai mare piață din oraș (piața Obor, încă în uz). Arhitectura sa combină contururi tradiționale cu puține elemente occidentale.

## Istorie
Hanul Solacolu a fost construit în 1859 de frații Solacoglu, negustori din Sviștov, Bulgaria care s-au stabilit în Țara Românească. În acest han a locuit Liuben Karavelov, lider al emigrației revoluționare bulgare, în ajunul războiului ruso-româno-turc din anii 1877-1878, la care au participat și voluntari bulgari. Acest lucru este menționat pe o placă comemorativă amplasată aici de amabasada Bulgariei.
În anii 1990, administrația orașului a evacuat locuitorii ilegali ai hanului și s-a presupus că va începe procesul birocratic de refacere a clădirii, dar acest lucru nu s-a întâmplat. În 2003, hanul a fost retrocedat urmașilor familiilor Solacolu, iar în 2007 au fost evacuați din han așa-zișii „chiriași”, care desfășurau activități infracționale, în special prostituție, în clădirea hanului.

## Reabilitare
În 2021, Primăria Municipiului București a anunțat că exproprierea clădirii urma să aibă loc în curând, după aprobarea bugetului de 4,5mil lei in acet scop. În octombrie 2022 a început expertiza tehnică a clădirii, etapă care reprezintă primul pas din planul de restaurare. Expertiza fusese finalizată în primăvara lui 2023, proiectul fiind în luna mai în curs de verificare.

## Alte hanuri devenite monumente istorice
Alte hanuri vechi ce încă există în București sunt Hanul lui Manuc, Hanul Gabroveni și Hanul cu Tei.